# Goemon (personaje)
Goemon es un personaje de videojuegos que protagoniza la extensa saga Ganbare Goemon (conocida en occidente como Mystical Ninja) de Konami. Goemon es un heroico ninja bandido cuyas acciones siempre están motivadas por una causa noble y su fuerte sentido de justicia. En sus primeras apariciones era un simple ninja ladrón que se infiltraba en castillos y debía burlar a los guardias, pero al evolucionar la serie se convirtió en un verdadero héroe guerrero, que combate contra poderosos villanos junto a sus amigos para defender al Antiguo Edo y sus habitantes. Goemon fue renombrado como Kid Ying en la localización norteamericana del juego The Legend of the Mystical Ninja, pero en adaptaciones posteriores conservó su nombre original. 

## Información general
Goemon está basado en un personaje real histórico de Japón, llamado Goemon Ishikawa, que vivió en el siglo XVI en el país asiático. Este fue un famoso bandido, aunque de su historia real poco se conoce. Luego de su muerte fue convertido en un personaje de varias representaciones teatrales tradicionales del Japón, en donde se le fueron agregando atributos heroicos y fantásticos poderes ninja que lo convirtieron en una verdadera leyenda. Goemon es comparado en occidente con Robin Hood, ya que le robaba a los ricos para repartir el botín entre los pobladores. Según los relatos, este bandido acabó siendo atrapado y condenado a morir quemado en una gigantesca olla de agua hirviendo. Konami utilizó a esta leyenda para crear su propia versión de Goemon que apareció originalmente en el año 1988 en un videojuego de Arcade, este inicialmente se parecía mucho al Ishikawa verdadero, pero en cada nuevo juego se fue diferenciando ampliamente con el agregado de todo tipo de personajes fantásticos, villanos alocados y aventuras en lugares increíbles. 
Goemon es descrito como un personaje energético y con un fuerte temperamento, tiene la personalidad de un típico héroe japonés. Aunque aparenta ser despreocupado, tiene un gran sentido de justicia y sus fechorías están motivados por una causa noble, buscando siempre ayudar a los necesitados. En los distintos juegos siempre se ha mantenido como un enemigo de los guardias, quienes comenzarán a perseguirlo en grandes números apenas lo ven infringiendo la ley. 
Goemon es siempre es acompañado por varios personajes aliados. El más conocido es su inseparable compañero, el gordo ninja Ebisumaru, encargado de aportar comedia al juego con su extraño comportamiento. Otros ninjas que le ayudan a pelear en muchas aventuras son el androide Sasuke y la kunoichi (o chica ninja) Yae. También se destacan los personajes secundarios Monoshirii ojisan (el anciano sabio) que actúa como una especie de mentor, y la preciosa aldeana Omitsu, quien es la novia de Goemon. 
La saga Ganbare Goemon, debido a su original forma de juego y sentido del humor, tuvo gran éxito en Japón y más de una veintena de videojuegos fueron lanzados. En occidente no ha tenido tanta difusión y solo han llegado algunos pocos títulos bajo el nombre de Mystical Ninja. Curiosamente, en su debut fuera de Japón, en el juego Legend of the Mystical Ninja, Goemon y Ebisumaru fueron renombrados como Kid Ying y Dr. Yang respectivamente, pero sus nombres originales se mantuvieron en posteriores localizaciones.

## Evolución del diseño
A lo largo de las distintas entregas de la saga, el personaje Goemon ha tenido importantes cambios en su diseño. 
- Goemon antiguo: En su debut en los Arcades, Goemon tenía un aspecto mucho más parecido al del personaje de la leyenda. Estaba además dibujado con el estilo de las tradicionales pinturas Ukiyo-e, es decir, con cara grande con forma de pera, una enorme nariz y maquillaje kabuki. Este estilo fue abandonado en las secuelas aunque se mantuvo en las portadas de juegos posteriores. En esta etapa de su diseño, Goemon ya tenía su clásico traje de ninja rojo y un cabello negro bien inflado. En los sprites de los juegos aparecía siempre con cara de enojado.

- Goemon clásico: Este es el diseño más conocido de Goemon, en donde tiene una cabellera azul con pelos puntiagudos, ojos grandes y azules y una enorme sonrisa con su tradicional maquillaje kabuki. Este diseño es el principal y el más usado en la saga Goemon. Es el resultado de una evolución del arte del juego que se fue dando de a poco en las portadas de los juegos antiguos.

- Goemon New Age: Este es un rediseño completo que se utilizó para el juego Goemon: Shin Sedai Shuumei!, la idea de este videojuego era iniciar una nueva serie de Goemon, conocida como serie "New Age", con un estilo muy utilizado en el animé para adolescentes. Esta nueva serie se ubica en el futuro, muchos años después de la saga original, por lo que el Goemon que aparece aquí no es el mismo que el clásico y probablemente sea un descendiente del mismo. Mantiene algunas características básicas del diseño clásico aunque se han hecho muchos cambios significativos con el fin de "modernizarlo", como un cabello anime punk, un rostro más adolescente y juvenil y un cuerpo alto y delgado. Su pipa se ha vuelto gigante y la lleva en su espalda.

- Bouken Jidai Goemon: En el videojuego Goemon: Bouken Jidai Katsugeki, el personaje de Goemon cambió considerablemente. Este juego pretendía reinventar la saga con un estilo más serio y occidental. Aquí no es un ladrón, sino un aventurero que busca salvar al Japón. Además tiene como compañero a un tigre blanco llamado Kotora que le ayuda a pelear. El protagonista luce más serio y joven y está dibujado con un estilo anime típico de la década del 2000, además no tiene su clásico maquillaje.

## Habilidades
Goemon es un rápido y fuerte ninja que pelea usando su pipa, en los videojuegos utiliza las siguientes habilidades. 
- Movimientos básicos: Típicos de un personaje de videojuego de plataformas, puede correr, saltar y atacar, en algunos juegos se puede arrastrar como gusano para pasar por espacios estrechos.

- Kiseru: Es una gran pipa que Goemon siempre lleva y utiliza como un bastón para golpear y derrotar a los enemigos, en algunos juegos aparecen ítems que vuelven a la kiseru más grande y poderosa.

- Arrojar monedas: Las monedas de oro que Goemon obtiene de los enemigos, además de usarlas para comprar cosas, puede lanzarlas contra los enemigos como proyectiles dañinos, aunque esto significa un gasto de dinero. En algunos videojuegos puede cargar poder para disparar monedas llameantes.

- Robar vehículos: En algunos juegos, Goemon puede robar los vehículos de combate que usan los enemigos para utilizarlos a su favor, tales como una lancha con forma de pez o un poderoso robot sumo.

- Habilidades mágicas: Goemon posee también técnicas mágicas o ninjitsu que son muy distintas y diversas en cada juego, como por ejemplo el ataque de rayos, convertirse en un actor kabuki o atacar con hielo.

## Goemon Impact
Goemon Impact es un robot gigante extremadamente poderoso que Goemon pilotea para combatir a enemigos gigantes muy al estilo de los shows tokusatsu japoneses. Aparece en varios videojuegos en secciones especiales en donde avanza destruyéndolo todo a su paso mientras diminutos enemigos tratan inútilmente de frenarlo. Estas secciones acaban en un duelo contra un enemigo gigante que está vista desde el interior de la cabina del piloto. 
El ridículo diseño de Goemon Impact está basado en una vieja publicidad que hizo Konami del juego Ganbare Goemon! Karakuri Douchuu en donde aparecía un hombre con un disfraz de Goemon y una enorme máscara que se usó como la cabeza de Impact. También usa el mismo uniforme que se veía en el antiguo diseño de Goemon. 

## Formas Especiales
- Goemon Bomber: Goemon hizo su debut en la saga Bomberman en el año 2016 en el videojuego Taisen! Bomberman. Allí aparece como un Bomberman seleccionable llamado Goemon Bomber.

## Apariciones en Videojuegos

### Saga Ganbare Goemon
- Mr. Goemon (1986) (Arcade):
Un sencillo juego de Arcade en donde Goemon debe atravesar niveles cortos evitando a los guardias. Puede atacar con su kiseru o arrojando ítems que encuentra, si lo capturan, el jugador debe soltarse batiendo el joystick.

- Ganbare Goemon! Karakuri Douchuu (1986) (Famicom, Game Boy Advance, teléfonos móviles, Consola Virtual de Wii):
Este es un juego estilo beat'em up pero con niveles laberínticos que hay que explorar para hallar la salida. Goemon ataca con su kiseru, y también puede conseguir ítems que ponen su traje blanco y cambian su ataque por el de arrojar monedas. Aquí también se introduce la posibilidad de entrar en tiendas para comprar ítems útiles.

- Ganbare Goemon! Karakuri Douchuu (1987) (MSX2):
Presenta el mismo esquema general que la versión NES pero con los escenarios totalmente cambiados y mayor número de niveles. Además se introduce el modo multijugador cooperativo en donde el segundo jugador controla a un ladrón llamado Nezumikozou.

- Ganbare Goemon 2 (1989) (Famicom, Consola Virtual de Wii):
La secuela del juego de NES, mantiene la misma forma de juego pero con un diseño de niveles más variado y varias mejoras. Aquí aparece por primera vez Ebisumaru como compañero de Goemon, este es asignado al segundo jugador en el modo cooperativo. También se comienza a usar el muy particular sentido del humor japonés que se volvería cada vez más delirante en las siguientes entregas.

- Ganbare Goemon Gaiden: Kieta Ougon Kiseru (1990) (Famicom):
Este es un RPG japonés estilo clásico en donde Goemon y sus amigos viajan en búsqueda de la pipa más preciada de Goemon que fue robada. Goemon, Ebisumaru, el gato de la suerte y la kunoichi Yae, que aparece por primera vez, forman parte del equipo. El estilo de combate utiliza el tradicional estilo Dragon Quest.

- Ganbare Goemon: Ebisumaru Kiki Ippatsu (1990) (LCD):
Este es un antiguo juego LCD que consiste en mover a Goemon a lo largo de la pantalla para tratar de rescatar a Ebisumaru.

- Ganbare Goemon: Yukihime Kyuushutsu Emaki (1991) (Super Famicom, Game Boy Advance, Consola Virtual de Wii):
Legend of the Mystical Ninja (SNES - 1991): El primer juego en ser lanzado en occidente, mantiene el tradicional estilo de NES pero con el agregado de niveles de estilo plataformas lateral en donde solo hay que combatir. Goemon, renombrado Kid Ying, es acompañado por Ebisumaru en el modo multijugador. Tiene la habilidad de la Kiseru, y puede conseguir ítems que mejoran su ataque en una kiseru con cadenas extensible y un poderoso "Yo-yo sierra". También tiene la habilidad de arrojar monedas y bombas. Su habilidad máxima es un ninjitsu que le otorga super habilidades temporales, estos son: 
  - Kobun Tiger: Goemon se monta en un feroz tigre que elimina a los enemigos al atropellarlos.
  - Lightning Blaster: Goemon puede disparar poderosos rayos que eliminan a todos los enemigos.
  - Super Goemon: Goemon se convierte en un super héroe que puede volar.
  - Kabuki Goemon: Goemon se transforma en un artista Kabuki y comienza a atacar con su cabello como látigo.

- Ganbare Goemon: Sarawareta Ebisumaru! (1991) (Game Boy):
Un título muy similar al juego clásico de NES en donde el jugador controla a Goemon mientras recorre los niveles infestados de enemigos. El objetivo es ir cumpliendo diversas misiones asignadas por personajes para ir avanzando

- Ganbare Goemon Gaiden: Tenka no Zaihou (1992) (Famicom):
El segundo RPG de Goemon, el equipo para esta nueva aventura son Goemon, Ebisumaru, y el nuevo personaje Koryuuta. En este juego por primera vez Goemon puede usar ataques especiales (ninjitsu) en la batalla. Estos son:
  - Thunder: Aprendido en el Nv 4, es un puño de trueno que causa un daño de 24 HP.
  - Tanker: Aprendido en el Nv 7, un ataque de proyectil que causa un daño de 60 HP.
  - Deruderu: Aprendido en el Nv 12, escapa de una mazmorra y regresa a la entrada.
  - Crisp: Aprendido en el Nv 14, cura a un aliado en estado "ebrio".
  - Shake: Aprendido en el Nv 15, ataque sísmico que causa un daño de 40 HP a todos los enemigos.
  - Hanafubuki: Aprendido en el Nv 18, paraliza a todos los enemigos.
  - Speeder!: Aprendido en el Nv 19, duplica la velocidad al caminar en el mapa temporalmente.
  - Ri-Shake: Aprendido en el Nv 21, ataque sísmico que causa un daño de 60 HP a todos los enemigos.
  - Missile: Aprendido en el Nv 22, un ataque de misil que causa un daño de 70 HP.
  - Lightning Punch: Aprendido en el Nv 24, es un puño de trueno que causa un daño de 100 HP.
  - Adapt: Aprendido en el Nv 26, esquiva todos los ataques enemigos.

- Ganbare Goemon 2: Kiteretsu Shōgun Magginesu (1993) (Super Famicom, Game Boy Advance, Consola Virtual de Wii):
Un juego de Goemon más enfocado en la acción y los niveles de plataformas lateral. Hay tres protagonistas seleccionables: Goemon, Ebisumaru, y el nuevo Sasuke. Goemon mantiene sus ataques tradicionales de golpear con la kiseru y lanzar monedas y también se agrega la capacidad de robar vehículos de los enemigos para poder conducirlos a lo largo de los niveles. En este juego además se presenta al robot gigante de Goemon, el Goemon Impact, que tiene sus propios niveles de combate en donde Goemon aparece sentado en la cabina de mando.

- Ganbare Goemon 3: Shishijūrokubē no Karakuri Manji Gatame (1994) (Super Famicom, teléfonos móviles, Consola Virtual de Wii):
En este juego Goemon y sus amigos utilizan una máquina del tiempo para viajar al Edo del futuro. El juego mantiene una vista aérea y presenta un gran mundo explorable al estilo del Legend of Zelda clásico, pero también incluye niveles de plataformas de vista lateral. Goemon es el protagonista y también se puede escoger a Ebisumaru, Sasuke y la ninja Yae. Goemon tiene sus movimientos clásicos y también posee la habilidad especial de disparar bolas de fuego, que son una versión más poderosa del ataque de monedas, y un poder mágico que permite duplicar su poder ofensivo pero también reduce su defensa.

- Ganbare Goemon Kirakira Douchuu: Boku ga Dancer ni Natta Wake (1995) (Super Famicom):
Esta aventura se desarrolla en el espacio exterior en donde Goemon, Ebisumaru, Sasuke y Yae son los protagonistas y cada uno debe completar su propia aventura en un planeta distinto. El enemigo a vencer es el villano Sepukkumaru. El estilo de juego es el clásico de la serie, centrada más en los niveles de plataformas lateral, pero manteniendo los elementos de aventura y exploración de pueblos. También incluye numerosos minijuegos para cuatro jugadores.

- Ganbare Goemon: Uchū Kaizoku Akogingu (1996) (PlayStation):
Esta es una aventura de Goemon y Ebisumaru, en donde se suman dos personajes nuevos seleccionables: Baban y Goroku. El estilo se asemeja mucho a Ganbare Goemon 3, desarrollándose en un mapa de vista aérea con niveles de plataformas lateral. En este juego los niveles son más cortos y simples. Goemon tiene sus clásicos ataques y como novedad se ha agregado la capacidad de ganar experiencia, que potencia las habilidades de los personajes al subir de nivel.

- Soreyuke Ebisumaru! Karakuri Meiro - Kieta Goemon no Nazo!! (1996) (Super Famicom):
Este es un extraño juego de puzle en donde el protagonista es por primera vez Ebisumaru, quien inicia una aventura en busca de su amigo Goemon que se encuentra desaparecido.

- Ganbare Goemon: Kurofune Tou no Nazo (1997) (Game Boy):
Este es un videojuego de acción con vista aérea similar al clásico Legend of Zelda. Los personajes seleccionables son Goemon, Ebisumaru y Sasuke. Goemon mantiene sus ataques de pegar con la kiseru y arrojar monedas de forma limitada.[1]

- Ganbare Goemon: Neo Momoyama Bakufu no Odori (1997) (Nintendo 64):
Esta es la primera aventura totalmente tridimensional de Goemon. Es un juego de plataformas en 3D con muchos elementos de aventura protagonizado por Goemon, en donde también se pueden escoger a otros personajes típicos de la serie. Goemon mantiene todas sus habilidades clásicas.

- Ganbare Goemon: Kuru Nara Koi! Ayashige Ikka no Kuroi Kage (1998) (PlayStation):
Un videojuego de plataformas en 3D con vista aérea en donde se puede jugar con Goemon, Ebisumaru, Sasuke y Yae. En lugar de simplemente golpear, el jugador puede ejecutar combos y movimientos especiales. Los ataques especiales de Goemon incluyen el gancho con kiseru, la patada giratoria y el puñetazo aéreo.[2]

- Ganbare Goemon: Tengu-tou no Gyakushuu! (1999) (Game Boy Color):
Este es un RPG Japonés clásico, protagonizado por un pequeño niño del mundo real llamado Hajime que resulta transportado por la pantalla del videojuego al Antiguo Edo. A lo largo de la historia se irán incorporando como personajes aliados Goemon y otros reconocidos de la serie. Goemon tiene como ataque especial el poder de aumentar la defensa, aumentar la velocidad y el ataque de fuego.[3]

- Ganbare Goemon: Mononoke Douchuu Tobidase Nabe-Bugyou! (1999) (Game Boy Color):
?[4]

- Ganbare Goemon: Derodero Douchuu Obake Tenkomori (1999) (Nintendo 64):
En esta secuela de Mystical Ninja para N64, los gráficos son tridimensionales, pero la forma de juego mantiene el clásico estilo de plataformas lateral. Goemon tiene su habilidad de golpear con la kiseru y también una pipa con cadena, además puede arrojar monedas y acumular poder para lanzar monedas llameantes. Se le agrega además la habilidad de doble salto

- Goemon: Mononoke Sugoroku (2000) (Nintendo 64):
Este es un juego de mesa muy particular que combina el esquema del clásico Monopoly, con cartas con efecto estilo Magic: The Gathering. Está diseñado para que compitan cuatro jugadores y hay 8 personajes seleccionables incluyendo a Goemon.

- Ganbare Goemon: Hoshizorashi Dynamites Arawaru!! (2000) (Game Boy Color):
Este es un juego de plataformas lateral protagonizado por Goemon y Ebisumaru. Cada uno presenta sus propios niveles para jugar. Goemon mantiene sus movimientos clásicos.[5]

- Goemon: Bouken Jidai Katsugeki (2000) (PlayStation 2):
Este título reinventa drásticamente al personaje Goemon y la saga en general, introduciendo un título de aventura de acción con muchos elementos de RPG. Goemon es un jovencito que vive en el modesto pueblo de Edo, junto con sus padres, cuando el destino lo lleva a iniciar una aventura para rescatar el Japón de una raza alienígena. Goemon además es asistido por un tigre blanco cachorro llamado Kotora que le ayuda en la pelea. Goemon puede usar varios tipos de armas además de la kiseru, incluyendo una espada. También puede conseguir monedas mágicas que le permiten utilizar técnicas especiales de ataque o curativas, tales como tormenta de hielo, serpiente marina y giro de tornado.[6]

- Ganbare Goemon: Oedo Daikaiten (2001) (PlayStation):
Este es un juego de plataformas lateral típico de Goemon con gráficos en 3D. Goemon tiene su habilidad de golpear con la kiseru y también una pipa con cadena, además puede arrojar monedas y cargar poder para lanzar monedas llameantes.[7]

- Goemon: Shin Sedai Shuumei! (2001) (PlayStation):
Este juego de plataformas lateral se ubica en el Edo del futuro, los personajes son versiones modernas de Goemon y sus amigos. El protagonista es un joven con un estilo punk y una kiseru gigante también llamado Goemon. Sorprendentemente, el líder y mentor de los héroes que aparece siempre entre sombras tiene la silueta del Goemon clásico.[8]

- Goemon: New Age Shutsudou! (2002) (Game Boy Advance):
Una versión muy reducida de Shin Sedai Shunmei! que cuenta con la misma historia pero niveles cambiados y simplificados. El protagonista es el nuevo Goemon, mientras que el Goemon clásico aparece nuevamente de forma dudosa en el rol de líder del equipo.

- Serie Ganbare Goemon: Tsūkai Game Apli (2002-2003) (teléfonos móviles):
?

- Mini Kyodai Robo Goemon Compact (2003) (teléfonos móviles):
?

- Ganbare Goemon 1+2: Yuki-hime to Magginisu (2005) (Game Boy Advance):
Una conversión para Game Boy Advance que incluye a los dos primeros juegos de SNES. El juego es básicamente igual con pequeñas modificaciones y algunos minijuegos agregados.

- Goemon: Toukai Douchuu (2005) (Nintendo DS):
El Goemon clásico regresa en un juego de plataformas con vista aérea que utiliza la mecánica tradicional de la serie y además añade funciones que deben ejecutarse con el stylus de la Nintendo DS. Goemon es nuevaente el protagonista y también aparecen Ebisumaru, Sasuke y Yae. También aparecen un grupo de ninjas enemigos llamados "Mr. Goemon Gang" formado por impostores con horrendos disfraces de Goemon y sus amigos. Goemon además de sus ataques clásicos puede usar un ninjitsu especial que le permite disfrazarse de Goemon Impact y disparar cañonazos por toda la pantalla.[9]

### Saga Konami Wai Wai
- Konami Wai Wai World (Famicom - 1988): Un videojuego de plataformas lateral en donde se puede escoger como protagonista entre ocho personajes de Konami. Goemon es uno de los personajes controlables, tiene sus clásicos ataques de golpe de kiseru y lanzar monedas. También tiene la habilidad exclusiva de abrir los cofres sellados que aparecen a lo largo del juego. Para conseguirlo hay que atravesar el nivel del Antiguo Edo y rescatarlo.

- Konami Wai Wai World 2: SOS!! Paseri Jou (Famicom - 1990): La secuela del anterior, esta vez el protagonista es un androide llamado Rickle que puede transformarse en tres personajes distintos de Konami por tiempo limitado a elección del jugador. Goemon es uno de los personajes seleccionables, su único ataque es el golpe de Kiseru, también aparece el nivel del Antiguo Edo.

- Wai Wai Bingo (Arcade - 1993): Juego de Bingo que se presenta por los personajes de Konami, incluyendo a Goemon.

- Wai Wai Jockey (Arcade - 1995): Juego de Jockey y de Jinetes de tipo Juego de medalla protagonizado por los personajes de Konami. Goemon es uno de los personajes que jinete a un pulpo.

- Wai Wai Poker (1997 - Juego de Medalla): Un juego de póquer de la máquina presentada por los personajes de Konami. Goemon es uno de los personajes que aparece la carta.

- Konami Krazy Racers (Game Boy Advance - 2001): Este es un juego de carreras estilo kart protagonizado por los personajes de Konami. Goemon aparece como uno de los corredores seleccionables y es uno de los más balanceados. Comparte la misma habilidad que los otros jugadores de usar ítems de trampa al azar.

- Konami Wai Wai Sokoban (Móvil - 2006): Un juego de Sokoban para móviles protagonizado por los personajes de Konami. Goemon es uno de los personajes controlables.

- Krazy Kart Racing (iOS, Android - 2009): La secuela con gráficos en 3D de Konami Krazy Racers, sigue la misma premisa pero con nuevos niveles y personajes. Goemon aparece nuevamente como corredor seleccionable.

### En la Saga Parodius
- Parodius (1988, MSX): Goemon es uno de los personajes seleccionables en este antiguo juego de naves que parodia al videojuego Gradius.[10]

- Gokujyou Parodius (1994, Super Famicom): Este es un shoot'em up de vista lateral estilo Gradius sumamemente alocado que incluye a personajes muy bizarros para seleccionar como naves y también a personajes de Konami. Goemon es seleccionable solo en la versión de Super Nintendo, en donde viste un uniforme de astronauta. Su "Láser" es una ametralladora de kiseru, su "Doble" es lanzando monedas, su "Misil" consiste en arrojar bombas, sus "Options" son gatos de la suerte que replican sus ataques y su "Escudo" es la habilidad de reducción que lo hace más pequeño y resistente a algunos proyectiles.[11]

### En la saga Pop'n Music
En varios juegos de esta saga, Goemon aparece como personaje rival durante el tema "Ganbare Goemon Medley".
- Pop'n Music 12 (2004 - Arcade)[12]

- Pop'n Music 13: Carnival CS (2004 - PS2)[13]

- Pop'n Music 15: Adventure (2007 - Arcade)[14]

- Pop'n Music Portable (2010 - PSP)[15]

- pop'n music 20 fantasia (2011 - Arcade)

### En Otras Series
- Ganbare Pennant Race! (1989, Famicom): Este es un antiguo videojuego de béisbol de Konami bastante convencional, en donde Goemon aparece como un personaje seleccionable.[16]

- Hai no Majutsushi (1989, MSX): Un tradicional juego de mahjong en donde los personajes seleccionables son los reconocidos héroes de Konami. Goemon es uno de ellos.[17]

- Monster Retsuden ORECA BATTLE (2012 - Arcade): Un Arcade japonés de batalla de monstruos estilo RPG, en donde el jugador introduce trading-cards de monstruos para hacerlos pelear. Uno de los monstruos incluidos es el Goemon, en su forma inicial tiene aspecto de niño que se parece mucho al Goemon clásico de Konami, mientras que en su forma evolucionada (Gizoku Goemon) es un adulto y se asemeja más al Ishikawa Goemon legendario.[18]

- Kingdom Dragonion (2015 - iOS, Android): Juego de estrategia en tiempo real en donde las batallas se ejecutan con cartas intercambiables. Goemon aparece como uno de los monstruos que el jugador puede sumar a su colección de cartas. Su ataque principal consiste en atacar con su kiseru.[19]

- Mahjong Fight Club SP (2016 - iOS, Android): Goemon fue incluido como un personaje especial "Petit Pro".

- Taisen! Bomberman (2016 - iOS, Android): Goemon Bomber es uno de los Bomberman seleccionables.

- Super Bomberman R (2017 - Switch): Goemon Bomber es uno de los Bomberman seleccionables.

- Pixel Puzzle Collection (2018 - iOS, Android)

- Super Smash Bros. Ultimate (2019 - Switch): Goemon aparece como traje Mii.

- Super Bomberman R Online (2022 - Stadia, PS4, Xbox One, Switch, Steam): Goemon Bomber es uno de los Bomberman seleccionables.

- Super Bomberman R 2 (2023 - Switch): Goemon Bomber es uno de los Bomberman seleccionables.

- Jikkyou Pawafuru Puroyakyu (2024 - iOS, Android): Goemon aparece como jugable en el evento Konami Dorimu Korabo.

### Cameos en videojuegos
- Stinger (1986 - FC): Hay un ítem secreto con la forma de una cabeza de Mr. Goemon.

- Snatcher (1994, 1996 - Sega CD y PS1 solamente): Se puede ver a Goemon de espaldas en el club Outer Heaven, junto con otros personajes de Konami.

- Jikkyou Power Pro Wrestling '96: Max Voltage (1996 - SFC): Hay varios luchadores que son referencias a antiguos personajes de Konami. El luchador "The G. Goemon" está basado en Goemon.

- TwinBee PARADISE in Donburi Shima (1998 - PC): Aparece el atuendo de Goemon como un accesorio para Pastel.

- Mitsumete Knight R: Daibouken-hen (1999 - PS1): Al iniciar el juego por segunda vez ("Nuevo Juego +"), en el PrintStation del primer pueblo, el fondo cambia mostrando a numerosos personajes de Konami, incluyendo a Goemon y Ebisumaru.

- Konami Characore World (2000 - Celular): Goemon aparece como uno de los personajes de Konami.

- Yu-Gi-Oh! World Championship 2008 (2007 - NDS): Aparece la carta de Goemon.

- Quiz Magic Academy V (2008 - Arcade): El sprite clásico de Goemon aparece como símbolo de la categoría "Antiguo Edo".

- Yu-Gi-Oh! 5D's World Championship 2009: Stardust Accelerator (2009 - NDS): Aparece la carta de Goemon.

- WarioWare D.I.Y. (2009 - NDS, Wii): Goemon aparece en uno de los microjuegos tratando de disparar a un conejo.

- Castlevania: Harmony Of Despair (2010 - Xbox 360, PS3): Uno de los ítems secretos es una cabeza de Goemon en su versión 8-bits.

- Scribblenauts (2011 - NDS): En la versión japonesa del videojuego, que fue localizada por Konami, se puede invocar a Goemon y Ebisumaru para ayudar al jugador.

- Otomedius G: Gorgeous (2011 - Xbox 360): El sprite de Goemon de 8-bits aparece al finalizar el juego con el personaje Emon-5.

## Goemon en otros productos
- Ganbare Goemon! Karakuri Douchuu: Machi Hen (1986, Juego de mesa):
Este es un juego de mesa con dado y tablero que Konami publicó cuando recién salieron los primeros videojuegos de Goemon, debido a esto no aparecen personajes importantes de aparición posterior como Ebisumaru, Sasuke o Yae. Se juega con cinco personas, cada uno asumiendo el rol de Goemon pero de un color distinto, el tablero representa la aldea del antiguo Edo y tiene subsecciones separadas para ganar premios especiales.

- Picadilly Circus: Konami Wai Wai World (1994 - Juego electrónico): Esta es una máquina para salones recreativos japoneses. Consiste en una rueda de la suerte decorada con los personajes de Konami.

- Ganbare Goemon (Medal Game) (1997, Juego de Medalla): 
Esta es un juego de medalla desarrollada por Konami. Donde Goemon salta sobre el templo y lanza contra los Huevo-secuaces Tsujigiri de Ganbare Goemon Kirakira Dōchū: Boku ga Dancer ni Natta Wake.

- Ganbare Goemon (Pachislot) (2009, Pachislot):
Esta es una máquina desarrollada por la división KPE de Konami. Es esencialmente una máquina tragaperras digital que va mostrando videos y animaciones en 3D de los personajes de la serie Goemon según el grado de éxito del jugador, acompañado por una banda sonora que incluye varios remixados de temas clásicos de la serie.

- Ganbare Goemon 2 (Pachislot) (2011, Pachislot):
?

- Serie de Cartas Intercambiables Yu-Gi-Oh!:
Konami tiene la costumbre de colocar referencias a varios de sus productos en las cartas del popular juego Yu-Gi-Oh!. Goemon tiene su propia carta llamada "Goe Goe, el ninja cortés" en la que aparece dibujado con su traje típico de forma realista y arrojando monedas. Los personajes Sasuke y Yae también tienen sus cartas.

## Goemon en el anime
- Ganbare Goemon: Jigen Jou No Akumu (1991, OVA de 1 Episodio):
El primer anime de Goemon, es un episodio de media hora que muestra una historia en la cual Omitsu es secuestrada por un horrible villano, obligando a Goemon y Ebisumaru a infiltrarse en su impresionante fortaleza para ir a derrotarlo. Increíblemente, cada uno de los tres pisos de la fortaleza contiene un escenario basado en un juego de Konami que transforma a los protagonistas en los héroes de estos juegos. El primer piso está basado en Gradius y muestra a un Goemon dibujado de forma seria y más adulta como el piloto de Vic Viper. El segundo está basado en Castlevania y esto provoca que Goemon se convierta en un guerrero idéntico a Simon Belmont. El tercer piso está basado en TwinBee, de modo que el estilo de dibujo se vuelve más animé y Goemon se transforma en Light y pilotea a la nave TwinBee. En el último piso finalmente Goemon y Ebisu se enfrentan al villano pero todo acaba con un desenlace muy alocado.

- Legend of the Mystical Ninja (1997-1998, serie de TV, 23 Episodios):
Esta serie de TV basada en Goemon abandona el universo de la saga y en cambio tiene una historia mucho más típica de un anime infantil de super héroes. El protagonista es un niño llamado Tsukasa que vive en el Japón actual y es fanático de los videojuegos, hasta que sorprendentemente, desde su televisor escapa el villano Seppukkumaru del juego de Goemon y comienza a causar el caos. Finalmente, Goemon y compañía también aparecen para combatir al villano y terminan viviendo en la casa de Tsukasa. En cada episodio Goemon enfrenta a un monstruo distinto de Seppukumaru y termina derrotándolo tras invocar a Goemon Impact, aunque solo puede hacer esto tras comer los bocadillos que le prepara Omitsu. Algo muy extraño es que las personas son dibujadas de manera anatómicamente correcta, pero Goemon y sus amigos mantienen el estilo de los videojuegos y en comparación lucen como enanos.

- Ganbare Goemon: Chikyuu Kyuushutsu Daisakusen (1998, OVA de 1 Episodio):
La segunda OVA de Goemon continúa la historia de la serie, ya que Goemon sigue luchando contra Seppukumaru junto a sus amigos Ebisumaru, Sasuke y Yae en el Japón actual, aunque Tsukasa y los otros niños ya no aparecen.

## Goemon en el manga
Goemon es el protagonista de numerosos mangas basados en la saga de videojuegos. Hay varias series, de las cuales cada una está basada en un juego distinto. La mayoría de los mangas están ilustrados por el artista Hiroshi Obi y fueron publicados entre 1991 y 1997 acompañando al lanzamiento de cada nuevo videojuego.

### Otras Mangas
- Famicom Rocky (1985/1987 - Manga):

- Konami 4Koma Manga Wai Wai World (2017 - Manga):

## Curiosidades
- En el anime TwinBee and WinBee's 1/8 Panic (OVA de 1994), en una escena aparecen entre el jurado Goemon junto a Ebisumaru. Ambos lucen como en el anime Ganbare Goemon: Jigen Jou No Akumu de 1991.

- En el videojuego Otomedius de Konami, el único protagonista masculino es Emon-5 cuyo diseño está basado en Goemon. Tiene cabello azul y una enorme pipa kiseru, incluso su nombre es similar considerando que 5 se pronuncia "go" en japonés.

- En la serie de anime Otogi-Juushi Akazukin del año 2005, se puede ver a un personaje haciendo cosplay de Goemon en el episodio 5.